# Такахіса Масуда
Такахіса Масуда (増 田 貴 久, Масуда Такахіса , народився 4 липня 1986 р.) - артист Johnny's Entertainment. 
Біографія
Масуда приєднався до Johnny's Entertainment у листопаді 1998 року. У юнацькі роки Масуда танцював на бек-танцях для багатьох його старших співробітників агентства, таких як KAT-TUN, і брав участь у багатьох юнацьких фотосесіях Johnny's Entertainment. У 2001 році він отримав роль учня середньої школи у шостому сезоні популярної японської драми «3-нен Б-гумі Кінпачі Сенсей». 2003 року він отримав головну роль у драмі «Мусасі». Він також виступав із молодшим гуртом Kis-My-Ft. як "М" після відходу Мацумото Кохея.
Наприкінці 2003 року Масуда став учасницею J-pop групи NEWS, щоб просувати чемпіонат світу з волейболу серед жінок. Коли у 2006 році у NEWS була перерва, він та інший учасник NEWS Тегоші Юя сформували співочу групу Tegomass. Дует випустив сингл "Miso Soup" як у Швеції, так і в Японії. В 2006 Масуда отримав можливість продовжити свій акторський досвід, отримавши різні ролі другого плану в багатьох японських драмах.
Наприкінці 2008 року Масуда та промоутери TU → YU сформували співочу групу, щоб випустити пісню Soba Ni Iru Yo, яка була показана в рекламі продукту і випущена через японську мережу мобільного зв'язку.
Масуда отримав роль у драмі «Порятунок», яка вийшла в ефір у січні 2009 року.
У листопаді 2009 року Масуда зіграв у постановці «Аме но хі но морі но нака» («У лісі дощового дня»)
Масуда знявся у головній ролі у драмі «Прокат Нанмошинай Хіто», яка почала виходити в ефір у квітні 2020 року.
У червні 2020 року дует Тегомас розлучився, коли Тегоші залишив Johnny's Entertainment. Масуда досі є учасником групи NEWS.
Фільмографія
Вар'єте
Я-Я-Ях (2003–2007)
Соукон (2009–2010)
Іпуку! (2014–2015)
Mirai Rocket (2014-2015)
Hen Lab (2015–2016)
Чо Хамару! Бакушо Чара Паредо (2016–2017)
Shounen Club Premium (2016–2019)
Netapare (2017 – теперішній час)
PON (2018)
Гурунаї (2020 – теперішній час)
Драма
Гачі Бака! (2006)
Dance Drill (2006)
Rescue (2009)
Resident 5-nin no Kenshui (2012)
Голос: 110 Emergency Control Кімната (2019)
Парето Але Госан (2020)
Оренда Нанмошинай Хіто (2020)
Сцена
МачіМасу(2007)
Аме але Хі но Морі немає Нака (2009)
Hai iro no Kanaria (2012)
Дивні фрукти (2013)
Only You-Bokura No Romeo & Juliet (2018)
Як досягти успіху, не намагаючись по-справжньому (2020)
Радіо
Master Hits (2005 – теперішній час)
Tegomasu No Radio (2011–2020)
Masumasu Radio (2020 – теперішній час)